# مقاومت بین‌المللی دربرابر جنگ
مقاومت بین‌المللی دربرابر جنگ (به انگایسی:War Resisters' International یا به‌طور خلاصه:WRI) یک سازمان بین‌المللی صلح‌جو است که مقر اصلی آن در لندن می‌باشد.

تفنگ شکسته، نماد سازمان مقاومت دربرابر جنگ

## تاریخچه
سازمان بین‌المللی مقاومت دربرابر جنگ در سال ۱۹۲۱ در شهر بیلتوون، هلند بنیانگذاری شد. درابتدا این سازمان را «paco» یا «صلح» برای حامیان زبان صلح‌طلبی (اسپرانتو) نامیده می‌شد. درهمان سال اعضای سازمان بیانیه‌ای نیز برای عموم مردم منتشر کردند که درآن چنین آمده بود:
جنگ یک جنایت علیه بشریت است. پس من مصمم هستم که از هیچ جنگی حمایت نکنم و برای نابودی علل تمامی انواع جنگ‌ها تلاش کنم.
بسیاری از بنیانگذاران این سازمان کسانی بودند که در دربرابر جنگ جهانی اول مقاومت می‌کردند. نخستین رهبر این سازمان، هربرت رانهام براون بود که پیش از آن به مدت دو سال، به جرم مخالفت با سربازی اجباری به زندان افتاده بود. دو سال بعد یعنی در سال ۱۹۲۳، تریسی ویتنسون مایگت، فرانسس ویترسپون، جسی والاس هیوگان و جان هاینس هولمز شاخهٔ دیگری از این سازمان را در ایالات متحده آمریکا برپا کردند.
اعضای مؤسس عمدتاً از آنارشیست‌های صلح‌طلب هلندی بودند که با جنبش گاندی نیز ارتباط داشتند. این سازمان همچنین در سال ۱۹۴۸ یک نشست بین‌المللی برگزار کرد که رهبر جنبش استقلال‌طلبی هند، ماهاتما گاندی نیز در آن به سخنرانی پرداخت. درطول جنگ جهانی دوم اعضای این سازمان در کشورهای اروپایی مجرم شناخته شدند و بسیاری از آنها تحت تعقیب قرار گرفته و برخی نیز در زندان‌ها شکنجه شدند. در دوران جنگ سرد نیز اوضاع به همین منوال ادامه داشت و اعضای جنبش در کشورهای کمونیستی به اردوگاه‌های کار اجباری تبعید شدند.
این سازمان تاکنون نیز به فعالیت‌های صلح‌طلبانهٔ خود ادامه می‌دهد و علیه هرگونه جنگ و کشتار مقاومت می‌کند.